# Luigi Berzano
Luigi Berzano (Asti, 8 luglio 1939) è un sociologo e prete italiano.

## Biografia
In passato professore ordinario di Sociologia dei processi culturali e comunicativi presso la Facoltà di Scienze politiche all'Università degli Studi di Torino, è coordinatore nazionale della sezione "Sociologia della religione" della Associazione Italiana di Sociologia.. Collabora anche con la Facoltà Teologica, l'Università Rebaudengo e il Center for Studies on New Religions. Dal 2005 è membro del Comitato scientifico della rivista Studi di Sociologia dell'Università Cattolica di Milano e dal 1992 presidente del Centro Studio Nuove Religioni di Torino.
Coeditore di Annual Review of the Sociology of Religion (Brill, Leiden-Boston), dal 2010 dirige l'Osservatorio sul Pluralismo Religioso a Torino, che ha censito circa 150 gruppi e realtà religiose nella metropoli torinese suddividendoli in cinque categorie: gruppi di origine giudaico cristiana e chiese pentecostali, gruppi e movimenti di origine orientale, gruppi nati in occidente (new age o con credenze ufologiche, magiche o esoteriche) e Islam in Piemonte e l'Islam "piemontese".
Nel 2014, Luigi Berzano ha fondato la collana Spiritualità senza Dio? (editore Mimesis), della quale è attualmente direttore. Fino ad oggi, sono stati pubblicati 26 volumi nella collana. 
Dal 2021, Luigi Berzano e Roberto Revello sono i direttori della collana A dèi ignoti (Mimesis). 

### Ricerca
I suoi studi vertono su pluralismo e libertà religiosa nelle società multiculturali, in particolare nei confronti delle esperienze della religiosità individuali e di gruppo, sia nelle forme organizzate nelle religioni storiche, sia nelle forme più marginali delle minoranze e nuovi movimenti spirituali come la New Age. In Sociologia dei lifestyles ha sviluppato una ricerca sugli stili di vita e nelle pratiche collettive condivise come modello di analisi della stratificazione sociale.

## Opere
- L'analisi del contenuto nella ricerca sociologica, PontificiaUniversitàGregoriana, Roma, 1973.
- Partecipazione sociale e nuove forme religiose, TDF, Torino, 1977.
- Differenziazione e religione negli anni Ottanta, Giappichelli, Torino, 1990.
- Maghi e magie nell'Italia di oggi, (con Enzo Pace, Maria Immacolata Macioti, Vittorio Dini), Pontecorboli Editore, Firenze, 1991.
- Tutela e degrado del territorio, Il Segnalibro, Torino, 1992.
- Aree di devianza, Il Segnalibro, Torino, 1992.
- La pena del non lavoro, (a cura di) F. Angeli, Milano,  1993.
- Religiosità del nuovo areopago. F. Angeli, Milano, 1994.
- La sfida infinita, con Massimo Introvigne, Edizioni Sciascia, Roma, 1994.
- Sociologia della devianza (con Franco Prina), Edizioni NIS, Roma, 1995.
- Terziario esoterico a Torino, (a cura di) Edizioni Il Segnalibro, Torino, 1995.
- Adolphe Quételet. Il mito dell'uomo medio, (a cura di) Edizioni Il Segnalibro, Torino, 1996.
- Forme del pluralismo religioso,  Edizioni Il Segnalibro, Torino, 1997.
- Giovani e violenza. Comportamenti collettivi in area metropolitana, Ananke, Torino, 1997.
- Il gigante invisibile. Nuove credenze e minoranze religiose nella provincia di Foggia, (con Massimo Introvigne) Edizioni NED, Foggia, 1997.
- Damanhur. Popolo e comunità, Editrice ElleDiCi, Torino, 1998.
- New Age, Il Mulino, Bologna, 1999.
- Cristiani d'Oriente in Piemont, (con Andrea Cassinasco), L'Harmattan Italia, Torino, 1999.
- New Age, Acento Ed., Madrid, 2002.
- Liberi tutti. Centri sociali e case occupate a Torino, (con Carlo Genova e Renzo Gallini) Ananke, Torino, 2002.
- Società e movimenti, (con Cristopher Cepernich) Edizioni Esselibri Simone, Napoli, 2003.
- Giubileo 2000: non tutte le strade portano a Roma, FrancoAngeli, Milano, 2003.
- Identità e identificazione, (con Pierluigi Zoccatelli), Sciascia Editore, Caltanissetta-Roma, 2005.
- Percorsi di sociologia dei lifestyles, (con Carlo Genova), ilSegnalibro, Torino 2008.
- I lifestyles nella partecipazione religiosa, (con Carlo Genova), ilSegnalibro, Torino 2008.
- Religione dei volti, Edizioni loSpettatore, Asti, 2009.
- La buona morte, (a cura di), Morcelliana, Brescia, 2009.
- La società delle pratiche orizzontali, (con Carlo Genova), Libri Emil, Bologna, 2010.
- Nessun idolo. Cultura contemporanea e spiritualità cristiana, (a cura di) Glossa, Milano, 2010
- L'età delle pratiche orizzontali, (con Carlo Genova), I libri EMIL, Bologna, 2010
- Ai piedi dei grandi maestri, (a cura di) Edizioni loSpettatore, Asti, 2010.
- Cinesi a Torino, (con C. Genova, M. Introvigne, R. Ricucci, P. Zoccatelli) Il Mulino, Bologna, 2010
- Sociologia dei lifestyles (con Carlo Genova), Carocci, Roma, 2011
- Credere è reato? Libertà religiosa nello stato laico e nella società aperta, EMP, 2012
- Lifestyles and Subcultures: History and a New Perspective (con Carlo Genova), Routledge, 2015.
- Manifesto per una buona sanità (con G. Moretti e M. Giusio), Mimesis, Milano, 2015.
- Protestantesimi a Torino. La riforma continua (con A. Cannariato e M. Dicembrino), La Casa della Bibbia, Torino, 2017.
- Quarta secolarizzazione - Autonomia degli stili, Mimesis, 2017.
- Le città del Sole. Il fascino inquieto dell'Utopia, (con Lidia Monetti Giambrone), Effatà editrice, 2018.
- La dématérialisation du sacré (con A. Rafele), in “Sociétés. Revue des Sciences Humaines et Sociales”, n. 139, 2018/1.
- The Fourth Secularisation. Autonomy of Individual Lifestyles, Routledge, 2019.
- Un altro Gesù. Il tempo e le parole di un uomo, Elledici, Torino, 2020.
- Asti capitale ITALIANA della cultura 2025 (con P. Damarco e L. Monetti Giambrone), Team Service Editore, Asti, 2022.
- Le valli del mare, WriteUp, Roma, 2022.
- Senza più la domenica, Edizioni Effatà, Pinerolo, 2023.
- Restare cristiani in diaspora, Edizioni Effatà, Pinerolo, 2024.